# Lijst van rijksmonumenten in Sijbekarspel
De plaats Sijbekarspel telt 10 inschrijvingen in het rijksmonumentenregister. Hieronder een overzicht.
| Object                                                                          | Oorspronkelijke functie? | Bouwjaar             | Architect | Locatie                 | Coördinaten?                  | Nr.?   | Afbeelding                                                                      |
| ------------------------------------------------------------------------------- | ------------------------ | -------------------- | --------- | ----------------------- | ----------------------------- | ------ | ------------------------------------------------------------------------------- |
| Stolphoeve                                                                      | Boerderij                | ca. 1860             |           | Dokter de Vriesstraat 6 | 52° 42' 12" NB, 5° 0' 56" OL  | 30672  | Meer afbeeldingen                                                               |
| Aardig rechthoekig pandje onder hoog schilddak met hoekschoorstenen en dakkapel | Woonhuis                 | ca. 1850             |           | Westerstraat 6          | 52° 42' 44" NB, 4° 58' 33" OL | 30674  | Aardig rechthoekig pandje onder hoog schilddak met hoekschoorstenen en dakkapel |
| Stolphoeve                                                                      | Boerderij                | 1839                 |           | Westerstraat 8          | 52° 42' 43" NB, 4° 58' 35" OL | 30675  | Meer afbeeldingen                                                               |
| Hervormde Kerk                                                                  | Kerk en kerkonderdeel    | 1547 (ingebruikname) |           | Westerstraat 42         | 52° 42' 36" NB, 4° 59' 6" OL  | 30676  | Meer afbeeldingen                                                               |
| Toren van de Herv.Kerk                                                          | Kerk en kerkonderdeel    |                      |           | Westerstraat bij 42     | 52° 42' 36" NB, 4° 59' 6" OL  | 30677  | Meer afbeeldingen                                                               |
| De Beukenhof                                                                    | Boerderij                | ca. 1850             |           | Westerstraat 50         | 52° 42' 34" NB, 4° 59' 13" OL | 30678  | Meer afbeeldingen                                                               |
| De Postgalei                                                                    | Boerderij                | 19e eeuw             |           | Westerstraat 55         | 52° 42' 31" NB, 4° 59' 41" OL | 30679  | Meer afbeeldingen                                                               |
| Zorg en Hoop: boerderij                                                         | Boerderij                | 1874                 |           | Westerstraat 13         | 52° 42' 42" NB, 4° 58' 48" OL | 510879 | Zorg en Hoop: boerderij                                                         |
| Zorg en Hoop: arbeiderswoning                                                   | Woonhuis                 | 1874                 |           | Westerstraat 11         | 52° 42' 42" NB, 4° 58' 46" OL | 510880 | Zorg en Hoop: arbeiderswoning                                                   |
| Streek-eigen trant gebouwde stolpboerderij                                      | Boerderij                | ca. 1800             |           | Westerstraat 72         | 52° 42' 29" NB, 4° 59' 41" OL | 510902 | Streek-eigen trant gebouwde stolpboerderij                                      |